# Yuquan Shenxiu
Yuquan Shenxiu (玉泉神秀; giapp: Jinshu; Luoyang, 606? – 706) è stato un monaco buddista cinese, uno dei più influenti maestri Chán del suo tempo.
Fu erede di Hóngrěn, riconosciuto con onore dall'imperatrice Wu Zetian della dinastia Tang e presunto autore del Guan Xin Lun (Trattato sulla Contemplazione della Mente, scritto tra il 675 e il 700 D.C.), che un tempo era attribuito a Bodhidharma

## Biografia
Shenxiu era nato nella contea di Weishi, un sobborgo della città di Luoyang, nello Henan, allora seconda capitale dell'Impero cinese.
Egli apparteneva alla famiglia Li. Era un nobile, con legami di parentela con la famiglia imperiale.
Ricevette un'educazione nei classici cinesi e nel taoismo e prese i voti buddisti all'età di tredici anni, dopo che, durante una si recò ai granai governativi di Kaifeng per pregare i responsabili di distribuire grano alla popolazione affamata. Lì conobbe un buddista sconosciuto e fu convinto ad iniziare a praticare.
Dopo circa sette anni di vita da vagabondo, errando in pellegrinaggio per i principali centri cinesi, nel 625, Shenxiu prese i precetti del Pratimoksha nel monastero Tankong nel Luoyang, un monastero buddista che incrociava la via della seta.
Le tracce delle sue azioni dei venticinque anni successivi sono andare perdute. Il testo storico Chuan Fabao ji (傳法寶紀) ("Annali della Trasmissione del Dharma del tesoro del dharma") afferma che Shenxiu studiò i precetti etici monastici(Vinaya) e le cerimonie del Buddismo, e si dedicò alla pratica della meditazione e allo sviluppo della Prajñā.
Cominciò a studiare con Hongren nel 651. Sempre secondo gli stessi annali, egli rimase con lui per sei anni, per lasciarlo nel 657, prima dell'arrivo di Huineng nel monastero, con il quale invece, secondo la tradizione, perse la famosa prova, basata su composizioni in versi, che avrebbe deciso chi sarebbe stato l'erede del Quinto Patriarca.
Non è chiaro il perché. ma in qualche tempo tra il 665 e il 668, Shenxiu venne bandito dall'imperatore e rimane in incognito per dieci anni, tornando alla conoscenza del pubblico tra il 676 e il 679.
. Inizialmente, prese residenza al monastero della Primavera di Giada (Yuquan Si 玉泉寺) ma presto ne venne costruito uno dedicato a lui, il monastero delle Sei Perfezioni (Dumen Si 度門寺廟) in cui visse un altro quarto di secolo.
Nel tardo 700 l'imperatrice Wu invitò Shenxiu a Luoyang per insegnare il buddismo Chan. La sua accoglienza nel 701 fu spettacolare: gli "Annali della Trasmissione del Tesoro del Dharma" mostrano Shenxiu procedere su un percorso coperto di fiori sopra una lettiga riservata alla famiglia imperiale. In un gesto senza precedenti, l'imperatrice si inchinò con la fronte a terra di fronte al maestro, in segno di grande reverenza. Il testo continua narrando che "dai principi ai nobili, chiunque nella capitale prese i rifugi sotto di lui"”
Negli ultimi cinque anni della sua vita, Shenxiu viaggiò tra le due capitali di Luoyang e Chang'an, predicando il Dharma del Buddha prima di morire nel monastero di Tumen Si seduto in meditazione, il 28 febbraio del 706 D.C...
Il Lengqie Shi Zi Ji (楞伽師資記)(Racconti sui maestri del Lankavatara Sutra) afferma che le ultime parole di questo maestro Chan fossero state ch'u-ch'u chiao, che il prof. Seizan Yanagida ha tradotto come “gli insegnamenti dei mezzi utili sono stati trasmessi direttamente”. L'imperatore allora regnante Zhong Zong (705-710) accordò alla memoria di Shenxiu il titolo postumo  Datong Chanshi(大通禪師) (Maestro Zen di Grande Profondità). Questo titolo onorifico venne conferito solo a due maestri nella storia del buddismo cinese e per la prima volta in trecento anni di storia dalle prime scuole buddiste fino a quel momento.

## La sfida in versi con il Sesto Patriarca
L'episodio della sfida tra il maestro Shenxiu e il Sesto Patriarca Huìnéng per la successione a Hóngrěn è diventata una delle storie Zen più conosciute ed apprezzate. Essa può essere trovate nel Sutra della Piattaforma di Huineng ma la sua attendibilità storica, come per molti episodi tramandati dalla tradizione Zen cinese, è messa in dubbio da studi recenti..
Il racconto è ormai noto a molti di coloro che si sono avvicinati al mondo dello Zen : il Quinto Patriarca Hongren, sentendo avvicinarsi la fine dei suoi anni, insegnò ai suoi monaci come comporre un "verso della mente" che potesse confermare il loro ottenimento nella pratica. Chi avesse composto il verso più aderente sarebbe divenuto suo erede, ricevendo il manto di Bodhidharma. In un primo momento, nessuno dei monaci osò scrivere nulla, convinti che Shenxiu, allora capo dei monaci del monastero, potesse vincere e diventare erede del Dharma dell'abate.
Shenxiu, pieno di dubbi sulle sue abilità e gravato del peso delle aspettative del sangha su di lui, compose un verso, che riportò anonimamente su un muro del corridoio del monastero.
Il corpo è l'albero della Bodhi
La mente è come uno specchio luminoso
Ogni volta dobbiamo lavorare per lucidarlo
e non lasciare che si raccolga la polvere.
Pubblicamente, Hongren elogiò questa composizione e ordinò a tutti i suoi monaci di recitarlo, ma privatamente chiese a Shenxiu di comporre un altro verso, perché riteneva che quello non mostrasse davvero la comprensione del Dharma. Il capo dei monaci non fu in grado di comporre un altro verso.
Nel frattempo, l'illetterati Huineng sentì i monaci recitare questo verso ed interrogarsi su di esso. Quando seppe della sfida che Hongren aveva proposto ai suoi monaci, Huineng chiese ad uno di loro di portarlo al muro su cui Shenxiu aveva scritto il suo verso. Allora chiese a qualcuno di scrivere il proprio:
La Bodhi. originariamente, non ha nessun albero.
Lo specchio luminoso non è in nessun luogo.
Fondamentalmente non esiste una singola cosa.
Dove potrebbe posarsi la polvere?
McRae fa notare che la prima versione del Sutra della Piattaforma contiene anche un'altra versione della strofa di Huineng:
La mente è l'albero della Bodhi
Il corpo è lo specchio luminoso
Lo specchio luminoso è originariamente chiaro e puro.
Dove potrebbe trovarsi la polvere?
Il racconto continua narrando che Hongren denigrò pubblicamente questo verso ma più tardi, in privato, egli insegnò a Huineng il vero significato del Sutra del Diamante, facendo realizzare al discepolo il proprio insegnamento profondo. Così, Hongren diede a Huineng il manto della Trasmissione del Dharma e gli consigliò di fuggire dal monastero in segreto e di notte. Huineng divenne così il Sesto patriarca del Chan.
Quest'episodio venne usato dal maestro Shenhui (神會)(684-758) (Wade–Giles: Shen-hui; Japanese: Kataku Jinne) per denigrare Shenxiu e la scuola rivale del Nord per il suo insegnamento graduale rispetto all'insegnamento improvviso della scuola che si faceva risalire a Huineng, la scuola del Sud, a parere di molti, anche adesso, la portatrice di uno Zen più genuino e quella che sarebbe diventata l'unica fonte delle scuole Zen attuali.

## Insegnamenti
Nonostante Shenxiu sia conosciuto come maestro della "Scuola del Nord"(Beizong 北宗) del Chan, nei suoi testi egli si definì maestro della Scuola dell'Est, la scuola di cui era maestro Hongren. La distinzione tra la sua scuola e quella del Sud di Hui Neg fu introdotta dallo stesso Shenhui che lo accusò di "gradualismo".
Shenxiu ricevette un'educazione elevata e studiò assiduamente le scritture buddiste. Egli reinterpretò i sutra come metafore dei "mezzi utili"( in sanscrito: upāya; in cinese: fangbian 方便) per la “contemplazione della mesnte," (kan xin 看心) che era sostegno dell'ottenimento della mente del Buddha in tutte le attività quotidiane, qui ed ora: ogni attività veniva vista come pratica religiosa.
Anche attività semplici ed ordinarie, come farsi un bagno; Shenxiu insegnava che il sapone usato per lavare lo sporco "rappresenta l'abilità di discernimento di chiunque indaghi alla fonte del male dentro sé stesso". Pulirsi la bocca con lo stecchino per i denti è "nulla meno della Verità con cui si ferma il discorso falso". In rituali come l'arsione dell'incenso veniva visto l' Dhartma senza condizioni, che profuma il karma negativo e l'ignoranza, causandone lo svanimento.”
Nella pratica della meditazione, Shenxiu insegnava che il praticante dovesse sviluppare l'attività innata della mente "di illuminare e comprendere tutte le cose" e percepirne la natura vuota. Egli insegnava che in ogni cosa si trovava una grande tranquillità ed un profondo silenzio. Un testo della scuola settentrionaleraccolto con il titolo di "I cinque mezzi utili" A  (Wu Fangbian 五方便) afferma: "nella purezza non esiste una singola cosa. Pacifica e vasta oltre ogni limite è l'incontaminatezza della Via del Risveglio". La mente serena è l'illuminazione, la serenità del corpo è l'albero della Bodhi"”
Nonostante Shenxiu e la sua scuola settentrionale fossero stati attaccati come maestri di un approccio graduale al Risveglio, il Guanxin Lun (觀心論) (Trattato della Contemplazione della Mente), un testo della scuola del Nord che lo studioso John McRae dichiara “indubbiamente scritto da Shenxiu”, nonostante non porti nessuna prova storica diretta per sostenere questa tesi, dichiara enfaticamente: “Non ci vuole molto tempo per essere testimoni (della realizzazione della saggezza); L'illuminazione è in un istante. PErché preoccuparvi dei vostri capelli bianchi?"
L'esortazione di Shenxiu ad una ricerca incessante del proprio Risveglio diede al nemico Shenhui lo spunto per attaccare l'insegnamento come "gradualista". Ad ogni modo, il vilipendio di Shenxiu da parte di Shenhui accadde trent'anni dopo la morte del maestro denigrato. Durante la sua vita, e specialmente il suo periodo di insegnamento relativamente breve nelle capitali della dinastia Tang, la dottrina di Shenxiu era ricevuta con un'accoglienza e una reverenza diffuse, ma, proprio a causa delle denigrazioni successive, accertare o meno la sua influenza sulla tradizione Zen successiva è ancora una questione aperta in ambito storiografico.

## Decilino della scuola settentrionale
Fu l'insegnamento della scuola del Sud che sopravvisse fino ad oggi, creando il mito che il Chan del Nord avesse perso nello scontro per la successione. Nonostante possa esserci qualche verità in questa versione, il contesto storico mostra che la dominazione della Scuola del Sud fosse largamente aiutata dal regime per avere un supporto politico dalle classi più deboli, durante gli eventi convulsi della Ribellione di An Lushan. Shenhui, discepolo di Huineng, guadagnò un supporto ufficiale della corte imperiale e il riconoscimento postumo come Settimo Patriarca (che per estensione fece riconoscere Huineng come sesto) attraverso i suoi sforzi efficaci nella vendita di certificati di ordinazione per raccogliere fondi per l'esangue tesoro imperiale. Questo portò dunque all'oblio della versione di Shenxiu e della scuola che da lui avrebbe preso il nome, con l'affermazione della tradizione del proprio rivale, alla base dello Zen odierno.